# Мінх Іван Християнович
Іван Християнович Мінх (1863 - ?) — член Державної думи I скликання від Херсонської губернії.

## Біографія
Лютеранин. Німець-колоніст. Селянин Одеського повіту Херсонської губернії.
Закінчив німецьке центральне повітове училище. 15 років учителював у німецьких колоніях. З 1893 займався землеробством, був старшиною німецької колонії.
В 1906 був обраний в I Державну думу від загального складу виборщиків Херсонських губернських виборчих зборів. Входив до групи безпартійних. Підписав законопроект "Про громадянську рівність". Доля після розпуску Думи невідома.